# Axel Kober
Axel Kober (* 10. Februar 1970 in Kronach) ist ein deutscher Dirigent und war von 2009/10 bis 2024 Generalmusikdirektor der Deutschen Oper am Rhein.

## Leben
Axel Kober studierte an der Hochschule für Musik in Würzburg. 1994 folgte ein erstes Engagement am Staatstheater Schwerin. 1998 ging er ans Theater Dortmund, wo er Erster Kapellmeister und stellvertretender Generalmusikdirektor (GMD) wurde. 2003 wechselte er an das Nationaltheater Mannheim. Dort wurde er 2005/06 zum Stellvertreter des GMD und im darauffolgenden Jahr zum kommissarischen GMD berufen. 2007 übernahm Kober als Musikdirektor zusammen mit Riccardo Chailly die musikalische Leitung der Oper Leipzig. 
Ab der Spielzeit 2009/2010 war Kober Generalmusikdirektor der Deutschen Oper am Rhein, Düsseldorf/Duisburg. Seit 2019 ist er zudem GMD der Duisburger Philharmoniker, sein Vertrag wurde bis 2025 verlängert. Kober hat seinen Vertrag an der Deutschen Oper am Rhein im Sommer 2024 beendet, wird dort aber als Dirigent weiterhin bis zum Ende der Spielzeit 2026/2027 tätig sein.
Gastspiele führten ihn an die Wiener Staatsoper (u. a. Fidelio, Tosca, Arabella, Das Rheingold, Götterdämmerung und Siegfried), die Berliner Staatsoper, die Deutschen Oper Berlin, die Dresdner Semperoper, die Bayerische Staatsoper, die Hamburgische Staatsoper, das Teatro alla Scala (Salome) die Königliche Oper Kopenhagen, die Opéra national du Rhin, die Oper Zürich das Theater Basel und die Volksoper Wien. Als Konzertdirigent leitete er unter anderem das NDR Sinfonieorchester und war regelmäßiger Gast bei den Dortmunder Philharmonikern, dem Brucknerorchester Linz, dem Orchestre Philharmonique de Strasbourg und der Slowenischen Philharmonie.
2013 debütierte er bei den Bayreuther Festspielen mit Wagners Tannhäuser. In Folge leitete er dort weitere Aufführungen des Tannhäuser sowie Der fliegende Holländer und Lohengrin.